# Instituto Superior Técnico de Angola
O Instituto Superior Técnico de Angola (ISTA), é uma instituição privada angolana, multicampi, sediada na cidade de Viana, em Angola.
O ISTA define-se como "um projecto de investigação e ensino vocacionado para as áreas técnicas", tais como as engenharias.

## História
O Instituto Superior Técnico de Angola (ISTA), surgiu a partir de uma iniciativa do doutor em gestão de projetos Manuel Arsénio Mateus, com colaboração da mestre Francisca de Graça e do mestre Paulo Adelino Adão. Sua autorização de funcionamento veio a partir do Decreto nº 24/07, do Conselho de Ministros, de 7 de maio de 2007.
Seu primeiro Director Geral foi o professor doutor Manuel Brito Neto, que esteve a frente durante 7 anos até seu falecimento em 2014; o substituiu o professor Doutor Joaquim Pascoal Domingos da Silva coadjuvado por Professor José António "Director Geral Adjunto para a Área Científica"  e Engª Herineth Silva "Directora para Administração e Finanças".  
No primeiro ano, o ISTA registou o ingresso de 476 estudantes; destes, formaram-se, em 2012, 192 profissionais.

## Estrutura orgânica
O Instituto Superior Técnico de Angola não é organizado em faculdades, escolas superiores, institutos ou centros. Dessa forma, seus cursos estão vinculados diretamente à instituição.
Em 2017 o Instituto Superior Técnico de Angola ofertava as seguintes licenciaturas e cursos:
- Licenciatura em Engenharía Informática
- Licenciatura em Engenharía de Telecomunicações
- Licenciatura em Engenharía Electrónica
- Licenciatura em Engenharía Electromecánica
- Licenciatura em Engenharía Energética
- Licenciatura em Contabilidade e Administração
  - Com especialização em Auditoria
  - Com especialização em Administração e Controlo Financeiro
- Licenciatura em Direito
- Licenciatura em Psicologia
  - Com especialização em Psicologia Clínica
  - Com especialização em Psicologia do Trabalho
  - Com especialização em Psicologia Criminal
  - Com especialização em Psicologia Educacional
- Licenciatura em Comunicação Social
- Licenciatura em Contabilidade e Administração

Sob sua supervisão e administração está o Colégio Herinália Janete, de ensino secundário.

### Pós-graduação
Os licenciados, formados ou não na instituição, podem optar pela continuidade de seus estudos num programa de mestrado e doutoramento oferecido anualmente em convénios com Universidades Americanas, Brasileiras e Portuguesas. Para ambos graus académicos, ministram-se cursos de pós-graduação em três áreas:
- Na área de Educação;
- Na área de Administração de Empresas.
- Na área de Psicologia

Os convênios para pós-graduação são firmados com as seguintes universidades: Florida Christian University, American Liberty University, Universidade Fernando Pessoa, Universidade do Minho, Universidade Paulista e Faculdade Campo Limpo Paulista.

## Infraestrutura
A sede do ISTA localizada no km 9, Bairro do Grafanil, Rua da Cor, Viana. Foram criados outros dois centros de estudo no Palanca (Quilamba Quiaxi) e em Caxito  (Dande).